# 川越市の町名
本項川越市の町名（かわごえしのちょうめい）では、埼玉県川越市における現在の町名や地名を中心に、明治時代初期以来の町名の変遷について記述する。

## 市域の変遷
| 1868年 以前 | 1868年 以前     | 1868年 以前             | 1879年 （明治12年）     | 1885年 （明治18年）     | 1889年 （明治22年） 4月1日 | 1896年 （明治29年） 3月29日 | 1896年 （明治29年） 3月29日 | 1922年 （大正11年） 12月1日 | 1939年 （昭和14年） 12月1日 | 1939年 （昭和13年） 5月1日 | 1943年 （昭和18年） 11月3日 | 1955年 （昭和30年） 4月1日 | 現在     |
| ----------- | --------------- | ----------------------- | ----------------------- | ----------------------- | -------------------------- | --------------------------- | --------------------------- | --------------------------- | --------------------------- | -------------------------- | --------------------------- | -------------------------- | -------- |
| 入 間 郡    |                 | 川越城下17町 （川越町） | 川越城下17町 （川越町） | 川越城下17町 （川越町） | 川越町                     | 川越町                      | 川越町                      | 市制                        | 川越市                      | 川越市                     | 川越市                      | 川越市                     | 川 越 市 |
| 入 間 郡    | 松郷            |                         |                         |                         | 川越町                     | 川越町                      | 川越町                      | 市制                        | 川越市                      | 川越市                     | 川越市                      | 川越市                     | 川 越 市 |
| 入 間 郡    | 東明寺村        |                         |                         |                         | 川越町                     | 川越町                      | 川越町                      | 市制                        | 川越市                      | 川越市                     | 川越市                      | 川越市                     | 川 越 市 |
| 入 間 郡    | 小久保村        |                         |                         |                         | 川越町                     | 川越町                      | 川越町                      | 市制                        | 川越市                      | 川越市                     | 川越市                      | 川越市                     | 川 越 市 |
| 入 間 郡    | 脇田村          |                         |                         |                         | 川越町                     | 川越町                      | 川越町                      | 市制                        | 川越市                      | 川越市                     | 川越市                      | 川越市                     | 川 越 市 |
| 入 間 郡    | 小仙波村        |                         |                         |                         | 川越町                     | 川越町                      | 川越町                      | 市制                        | 川越市                      | 川越市                     | 川越市                      | 川越市                     | 川 越 市 |
| 入 間 郡    | 野田村          |                         |                         |                         | 川越町                     | 川越町                      | 川越町                      | 市制                        | 川越市                      | 川越市                     | 川越市                      | 川越市                     | 川 越 市 |
| 入 間 郡    |                 | 田面沢村                | 田面沢村                | 田面沢村                | 田面沢村                   | 川越市 に編入               |                             |                             |                             | 川越市                     | 川越市                      | 川越市                     | 川 越 市 |
| 入 間 郡    | 野田新田        | 田面沢村                | 田面沢村                | 田面沢村                | 田面沢村                   | 川越市 に編入               |                             |                             |                             | 川越市                     | 川越市                      | 川越市                     | 川 越 市 |
| 入 間 郡    | 小室村          | 田面沢村                | 田面沢村                | 田面沢村                | 田面沢村                   | 川越市 に編入               |                             |                             |                             | 川越市                     | 川越市                      | 川越市                     | 川 越 市 |
| 入 間 郡    | 今成村          | 田面沢村                | 田面沢村                | 田面沢村                | 田面沢村                   | 川越市 に編入               |                             |                             |                             | 川越市                     | 川越市                      | 川越市                     | 川 越 市 |
| 入 間 郡    | 小々谷村        | 田面沢村                | 田面沢村                | 田面沢村                | 田面沢村                   | 川越市 に編入               |                             |                             |                             | 川越市                     | 川越市                      | 川越市                     | 川 越 市 |
| 入 間 郡    |                 | 大仙波新田              | 大仙波新田              | 大仙波新田              | 仙波村                     | 仙波村                      | 仙波村                      | 川越市 に編入               | 川越市                      | 川越市                     | 川越市                      | 川越市                     | 川 越 市 |
| 入 間 郡    | 大仙波村        |                         |                         |                         | 仙波村                     | 仙波村                      | 仙波村                      | 川越市 に編入               | 川越市                      | 川越市                     | 川越市                      | 川越市                     | 川 越 市 |
| 入 間 郡    | 新宿村          |                         |                         |                         | 仙波村                     | 仙波村                      | 仙波村                      | 川越市 に編入               | 川越市                      | 川越市                     | 川越市                      | 川越市                     | 川 越 市 |
| 入 間 郡    | 岸村            |                         |                         |                         | 仙波村                     | 仙波村                      | 仙波村                      | 川越市 に編入               | 川越市                      | 川越市                     | 川越市                      | 川越市                     | 川 越 市 |
| 入 間 郡    |                 | 豊田新田村              | 豊田新田村              | 豊田新田村              | 大田村                     | 大田村                      | 大田村                      | 大田村                      | 大田村                      | 大田村                     | 大東村                      | 川越市 に編入              | 川 越 市 |
| 入 間 郡    | 豊田本村        |                         |                         |                         | 大田村                     | 大田村                      | 大田村                      | 大田村                      | 大田村                      | 大田村                     | 大東村                      | 川越市 に編入              | 川 越 市 |
| 入 間 郡    | 池辺村          |                         |                         |                         | 大田村                     | 大田村                      | 大田村                      | 大田村                      | 大田村                      | 大田村                     | 大東村                      | 川越市 に編入              | 川 越 市 |
| 入 間 郡    |                 | 大塚村                  | 南大塚村                | 南大塚村                | 大田村                     | 大田村                      | 大田村                      | 大田村                      | 大田村                      | 大田村                     | 大東村                      | 川越市 に編入              | 川 越 市 |
| 入 間 郡    | 大塚新田村      |                         |                         |                         | 大田村                     | 大田村                      | 大田村                      | 大田村                      | 大田村                      | 大田村                     | 大東村                      | 川越市 に編入              | 川 越 市 |
| 入 間 郡    |                 | 大袋新田                | 大袋新田                | 大袋新田                | 日東村                     | 日東村                      | 日東村                      | 日東村                      | 日東村                      | 日東村                     | 大東村                      | 川越市 に編入              | 川 越 市 |
| 入 間 郡    | 大袋村          |                         |                         |                         | 日東村                     | 日東村                      | 日東村                      | 日東村                      | 日東村                      | 日東村                     | 大東村                      | 川越市 に編入              | 川 越 市 |
| 入 間 郡    | 藤倉村          |                         |                         |                         | 日東村                     | 日東村                      | 日東村                      | 日東村                      | 日東村                      | 日東村                     | 大東村                      | 川越市 に編入              | 川 越 市 |
| 入 間 郡    | 山城村          |                         |                         |                         | 日東村                     | 日東村                      | 日東村                      | 日東村                      | 日東村                      | 日東村                     | 大東村                      | 川越市 に編入              | 川 越 市 |
| 入 間 郡    | 増形村          |                         |                         |                         | 日東村                     | 日東村                      | 日東村                      | 日東村                      | 日東村                      | 日東村                     | 大東村                      | 川越市 に編入              | 川 越 市 |
| 入 間 郡    |                 | 北田島村                | 北田島村                | 北田島村                | 芳野村                     | 芳野村                      | 芳野村                      | 芳野村                      | 芳野村                      | 芳野村                     | 芳野村                      | 川越市 に編入              | 川 越 市 |
| 入 間 郡    | 谷中村          |                         |                         |                         | 芳野村                     | 芳野村                      | 芳野村                      | 芳野村                      | 芳野村                      | 芳野村                     | 芳野村                      | 川越市 に編入              | 川 越 市 |
| 入 間 郡    | 鴨田村          |                         |                         |                         | 芳野村                     | 芳野村                      | 芳野村                      | 芳野村                      | 芳野村                      | 芳野村                     | 芳野村                      | 川越市 に編入              | 川 越 市 |
| 入 間 郡    | 石田本郷        |                         |                         |                         | 芳野村                     | 芳野村                      | 芳野村                      | 芳野村                      | 芳野村                      | 芳野村                     | 芳野村                      | 川越市 に編入              | 川 越 市 |
| 入 間 郡    | 菅間村          |                         |                         |                         | 芳野村                     | 芳野村                      | 芳野村                      | 芳野村                      | 芳野村                      | 芳野村                     | 芳野村                      | 川越市 に編入              | 川 越 市 |
| 入 間 郡    | 伊佐沼村        |                         |                         |                         | 芳野村                     | 芳野村                      | 芳野村                      | 芳野村                      | 芳野村                      | 芳野村                     | 芳野村                      | 川越市 に編入              | 川 越 市 |
| 比 企 郡    |                 | 比企郡 鹿飼村           | 比企郡 鹿飼村           | 比企郡 鹿飼村           | 比企郡 植木村              | 入間郡 に移行               | 植木村                      | 植木村                      | 植木村                      | 芳野村 に編入              | 芳野村                      | 川越市 に編入              | 川 越 市 |
| 比 企 郡    | 比企郡 上老袋村 |                         |                         |                         | 比企郡 植木村              | 入間郡 に移行               | 植木村                      | 植木村                      | 植木村                      | 芳野村 に編入              | 芳野村                      | 川越市 に編入              | 川 越 市 |
| 比 企 郡    | 比企郡 中老袋村 |                         |                         |                         | 比企郡 植木村              | 入間郡 に移行               | 植木村                      | 植木村                      | 植木村                      | 芳野村 に編入              | 芳野村                      | 川越市 に編入              | 川 越 市 |
| 比 企 郡    |                 | 比企郡 下老袋村         | 比企郡 下老袋村         | 比企郡 下老袋村         | 比企郡 植木村              | 入間郡 に移行               | 植木村                      | 植木村                      | 植木村                      | 古谷村 に編入              | 古谷村                      | 川越市 に編入              | 川 越 市 |
| 比 企 郡    |                 | 比企郡 東本宿村         |                         |                         | 比企郡 植木村              | 入間郡 に移行               | 植木村                      | 植木村                      | 植木村                      | 古谷村 に編入              | 古谷村                      | 川越市 に編入              | 川 越 市 |
| 入 間 郡    |                 | 古谷上村                | 古谷上村                | 古谷上村                | 古谷村                     | 古谷村                      | 古谷村                      | 古谷村                      | 古谷村                      | 古谷村                     | 古谷村                      | 川越市 に編入              | 川 越 市 |
| 入 間 郡    | 古谷本郷        |                         |                         |                         | 古谷村                     | 古谷村                      | 古谷村                      | 古谷村                      | 古谷村                      | 古谷村                     | 古谷村                      | 川越市 に編入              | 川 越 市 |
| 入 間 郡    | 小中居村        |                         |                         |                         | 古谷村                     | 古谷村                      | 古谷村                      | 古谷村                      | 古谷村                      | 古谷村                     | 古谷村                      | 川越市 に編入              | 川 越 市 |
| 入 間 郡    | 大中居村        |                         |                         |                         | 古谷村                     | 古谷村                      | 古谷村                      | 古谷村                      | 古谷村                      | 古谷村                     | 古谷村                      | 川越市 に編入              | 川 越 市 |
| 入 間 郡    | 高島村          |                         |                         |                         | 古谷村                     | 古谷村                      | 古谷村                      | 古谷村                      | 古谷村                      | 古谷村                     | 古谷村                      | 川越市 に編入              | 川 越 市 |
| 入 間 郡    | 八ツ島村        |                         |                         |                         | 古谷村                     | 古谷村                      | 古谷村                      | 古谷村                      | 古谷村                      | 古谷村                     | 古谷村                      | 川越市 に編入              | 川 越 市 |
| 入 間 郡    |                 | 今泉村                  | 今泉村                  | 今泉村                  | 南古谷村                   | 南古谷村                    | 南古谷村                    | 南古谷村                    | 南古谷村                    | 南古谷村                   | 南古谷村                    | 川越市 に編入              | 川 越 市 |
| 入 間 郡    | 南田島村        |                         |                         |                         | 南古谷村                   | 南古谷村                    | 南古谷村                    | 南古谷村                    | 南古谷村                    | 南古谷村                   | 南古谷村                    | 川越市 に編入              | 川 越 市 |
| 入 間 郡    | 久下戸村        |                         |                         |                         | 南古谷村                   | 南古谷村                    | 南古谷村                    | 南古谷村                    | 南古谷村                    | 南古谷村                   | 南古谷村                    | 川越市 に編入              | 川 越 市 |
| 入 間 郡    | 並木村          |                         |                         |                         | 南古谷村                   | 南古谷村                    | 南古谷村                    | 南古谷村                    | 南古谷村                    | 南古谷村                   | 南古谷村                    | 川越市 に編入              | 川 越 市 |
| 入 間 郡    | 牛子村          |                         |                         |                         | 南古谷村                   | 南古谷村                    | 南古谷村                    | 南古谷村                    | 南古谷村                    | 南古谷村                   | 南古谷村                    | 川越市 に編入              | 川 越 市 |
| 入 間 郡    | 古市場村        |                         |                         |                         | 南古谷村                   | 南古谷村                    | 南古谷村                    | 南古谷村                    | 南古谷村                    | 南古谷村                   | 南古谷村                    | 川越市 に編入              | 川 越 市 |
| 入 間 郡    | 木野目村        |                         |                         |                         | 南古谷村                   | 南古谷村                    | 南古谷村                    | 南古谷村                    | 南古谷村                    | 南古谷村                   | 南古谷村                    | 川越市 に編入              | 川 越 市 |
| 入 間 郡    | 渋井村          |                         |                         |                         | 南古谷村                   | 南古谷村                    | 南古谷村                    | 南古谷村                    | 南古谷村                    | 南古谷村                   | 南古谷村                    | 川越市 に編入              | 川 越 市 |
| 入 間 郡    |                 | 藤間村                  | 藤間村                  | 藤間村                  | 高階村                     | 高階村                      | 高階村                      | 高階村                      | 高階村                      | 高階村                     | 高階村                      | 川越市 に編入              | 川 越 市 |
| 入 間 郡    | 砂村            |                         |                         |                         | 高階村                     | 高階村                      | 高階村                      | 高階村                      | 高階村                      | 高階村                     | 高階村                      | 川越市 に編入              | 川 越 市 |
| 入 間 郡    | 砂新田          |                         |                         |                         | 高階村                     | 高階村                      | 高階村                      | 高階村                      | 高階村                      | 高階村                     | 高階村                      | 川越市 に編入              | 川 越 市 |
| 入 間 郡    | 扇河岸村        |                         |                         |                         | 高階村                     | 高階村                      | 高階村                      | 高階村                      | 高階村                      | 高階村                     | 高階村                      | 川越市 に編入              | 川 越 市 |
| 入 間 郡    | 上新河岸村      |                         |                         |                         | 高階村                     | 高階村                      | 高階村                      | 高階村                      | 高階村                      | 高階村                     | 高階村                      | 川越市 に編入              | 川 越 市 |
| 入 間 郡    | 下新河岸村      |                         |                         |                         | 高階村                     | 高階村                      | 高階村                      | 高階村                      | 高階村                      | 高階村                     | 高階村                      | 川越市 に編入              | 川 越 市 |
| 入 間 郡    | 寺尾村          |                         |                         |                         | 高階村                     | 高階村                      | 高階村                      | 高階村                      | 高階村                      | 高階村                     | 高階村                      | 川越市 に編入              | 川 越 市 |
| 入 間 郡    |                 | 志垂村                  | 志垂村                  | 志垂村                  | 山田村                     | 山田村                      | 山田村                      | 山田村                      | 山田村                      | 山田村                     | 山田村                      | 川越市 に編入              | 川 越 市 |
| 入 間 郡    | 中寺山村        |                         |                         |                         | 山田村                     | 山田村                      | 山田村                      | 山田村                      | 山田村                      | 山田村                     | 山田村                      | 川越市 に編入              | 川 越 市 |
| 入 間 郡    | 福田村          |                         |                         |                         | 山田村                     | 山田村                      | 山田村                      | 山田村                      | 山田村                      | 山田村                     | 山田村                      | 川越市 に編入              | 川 越 市 |
| 入 間 郡    | 網代村          |                         |                         |                         | 山田村                     | 山田村                      | 山田村                      | 山田村                      | 山田村                      | 山田村                     | 山田村                      | 川越市 に編入              | 川 越 市 |
| 入 間 郡    | 宿粒村          |                         |                         |                         | 山田村                     | 山田村                      | 山田村                      | 山田村                      | 山田村                      | 山田村                     | 山田村                      | 川越市 に編入              | 川 越 市 |
| 入 間 郡    | 下寺山村        |                         |                         |                         | 山田村                     | 山田村                      | 山田村                      | 山田村                      | 山田村                      | 山田村                     | 山田村                      | 川越市 に編入              | 川 越 市 |
| 入 間 郡    | 向小久保村      |                         |                         |                         | 山田村                     | 山田村                      | 山田村                      | 山田村                      | 山田村                      | 山田村                     | 山田村                      | 川越市 に編入              | 川 越 市 |
| 入 間 郡    |                 | 府川村                  | 府川村                  | 府川村                  | 山田村                     | 山田村                      | 山田村                      | 山田村                      | 山田村                      | 山田村                     | 山田村                      | 川越市 に編入              | 川 越 市 |
| 入 間 郡    | 高畑村          |                         |                         | 府川村                  | 山田村                     | 山田村                      | 山田村                      | 山田村                      | 山田村                      | 山田村                     | 山田村                      | 川越市 に編入              | 川 越 市 |
| 入 間 郡    | 石田村          |                         |                         |                         | 山田村                     | 山田村                      | 山田村                      | 山田村                      | 山田村                      | 山田村                     | 山田村                      | 川越市 に編入              | 川 越 市 |
| 入 間 郡    | 上寺山村        |                         |                         |                         | 山田村                     | 山田村                      | 山田村                      | 山田村                      | 山田村                      | 山田村                     | 山田村                      | 川越市 に編入              | 川 越 市 |
| 入 間 郡    |                 | 中福村                  | 中福村                  | 中福村                  | 福原村                     | 福原村                      | 福原村                      | 福原村                      | 福原村                      | 福原村                     | 福原村                      | 川越市 に編入              | 川 越 市 |
| 入 間 郡    | 今福村          |                         |                         |                         | 福原村                     | 福原村                      | 福原村                      | 福原村                      | 福原村                      | 福原村                     | 福原村                      | 川越市 に編入              | 川 越 市 |
| 入 間 郡    | 砂久保村        |                         |                         |                         | 福原村                     | 福原村                      | 福原村                      | 福原村                      | 福原村                      | 福原村                     | 福原村                      | 川越市 に編入              | 川 越 市 |
| 入 間 郡    | 上松原村        |                         |                         |                         | 福原村                     | 福原村                      | 福原村                      | 福原村                      | 福原村                      | 福原村                     | 福原村                      | 川越市 に編入              | 川 越 市 |
| 入 間 郡    | 下松原村        |                         |                         |                         | 福原村                     | 福原村                      | 福原村                      | 福原村                      | 福原村                      | 福原村                     | 福原村                      | 川越市 に編入              | 川 越 市 |
| 入 間 郡    | 下赤坂村        |                         |                         |                         | 福原村                     | 福原村                      | 福原村                      | 福原村                      | 福原村                      | 福原村                     | 福原村                      | 川越市 に編入              | 川 越 市 |
| 高 麗 郡    |                 | 高麗郡 安比奈新田       | 高麗郡 安比奈新田       | 高麗郡 安比奈新田       | 高麗郡 霞ヶ関村            | 入間郡 に移行               | 霞ヶ関村                    | 霞ヶ関村                    | 霞ヶ関村                    | 霞ヶ関村                   | 霞ヶ関村                    | 川越市 に編入              | 川 越 市 |
| 高 麗 郡    | 高麗郡 的場村   |                         |                         |                         | 高麗郡 霞ヶ関村            | 入間郡 に移行               | 霞ヶ関村                    | 霞ヶ関村                    | 霞ヶ関村                    | 霞ヶ関村                   | 霞ヶ関村                    | 川越市 に編入              | 川 越 市 |
| 高 麗 郡    | 高麗郡 笠幡村   |                         |                         |                         | 高麗郡 霞ヶ関村            | 入間郡 に移行               | 霞ヶ関村                    | 霞ヶ関村                    | 霞ヶ関村                    | 霞ヶ関村                   | 霞ヶ関村                    | 川越市 に編入              | 川 越 市 |
| 高 麗 郡    |                 | 高麗郡 小堤村           | 高麗郡 小堤村           | 高麗郡 小堤村           | 高麗郡 名細村              | 入間郡 に移行               | 名細村                      | 名細村                      | 名細村                      | 名細村                     | 名細村                      | 川越市 に編入              | 川 越 市 |
| 高 麗 郡    | 高麗郡 鯨井村   |                         |                         |                         | 高麗郡 名細村              | 入間郡 に移行               | 名細村                      | 名細村                      | 名細村                      | 名細村                     | 名細村                      | 川越市 に編入              | 川 越 市 |
| 高 麗 郡    | 高麗郡 上戸村   |                         |                         |                         | 高麗郡 名細村              | 入間郡 に移行               | 名細村                      | 名細村                      | 名細村                      | 名細村                     | 名細村                      | 川越市 に編入              | 川 越 市 |
| 高 麗 郡    | 高麗郡 下小坂村 |                         |                         |                         | 高麗郡 名細村              | 入間郡 に移行               | 名細村                      | 名細村                      | 名細村                      | 名細村                     | 名細村                      | 川越市 に編入              | 川 越 市 |
| 高 麗 郡    | 高麗郡 平塚村   |                         |                         |                         | 高麗郡 名細村              | 入間郡 に移行               | 名細村                      | 名細村                      | 名細村                      | 名細村                     | 名細村                      | 川越市 に編入              | 川 越 市 |
| 高 麗 郡    | 高麗郡 平塚新田 |                         |                         |                         | 高麗郡 名細村              | 入間郡 に移行               | 名細村                      | 名細村                      | 名細村                      | 名細村                     | 名細村                      | 川越市 に編入              | 川 越 市 |
| 高 麗 郡    | 高麗郡 吉田村   |                         |                         |                         | 高麗郡 名細村              | 入間郡 に移行               | 名細村                      | 名細村                      | 名細村                      | 名細村                     | 名細村                      | 川越市 に編入              | 川 越 市 |
| 高 麗 郡    | 高麗郡 天沼新田 |                         |                         |                         | 高麗郡 名細村              | 入間郡 に移行               | 名細村                      | 名細村                      | 名細村                      | 名細村                     | 名細村                      | 川越市 に編入              | 川 越 市 |
| 高 麗 郡    | 高麗郡 下広谷村 |                         |                         |                         | 高麗郡 名細村              | 入間郡 に移行               | 名細村                      | 名細村                      | 名細村                      | 名細村                     | 名細村                      | 川越市 に編入              | 川 越 市 |

## 現行行政町名一覧
川越市では、住居表示に関する法律に基づく住居表示は実施されていない。土地区画整理事業施行区域を含め、すべて町名と地番を整理する方法（町名地番整理）により、住所整理が実施されている。
| 町名                     | 町名の読み         | 町区域新設年月日 | 住居表示実施年月日 | 住居表示実施前の町名等（町名地番整理実施前の町名等） | 備考 |
| ------------------------ | ------------------ | ---------------- | ------------------ | ---------------------------------------------------- | ---- |
| 旭町一丁目 - 三丁目      | あさひちょう       | 年月日           | 未実施             |                                                      |      |
| 新宿町一丁目 - 六丁目    | あらじゅくまち     | 年月日           | 未実施             |                                                      |      |
| 石原町一丁目・二丁目     | いしわらまち       | 年月日           | 未実施             |                                                      |      |
| 大手町                   | おおてまち         | 年月日           | 未実施             |                                                      |      |
| 御成町                   | おなりちょう       | 年月日           | 未実施             |                                                      |      |
| 上野田町                 | かみのだまち       | 年月日           | 未実施             |                                                      |      |
| 岸町一丁目 - 三丁目      | きしまち           | 年月日           | 未実施             |                                                      |      |
| 喜多町                   | きたまち           | 年月日           | 未実施             |                                                      |      |
| 久保町                   | くぼまち           | 年月日           | 未実施             |                                                      |      |
| 郭町一丁目・二丁目       | くるわまち         | 年月日           | 未実施             |                                                      |      |
| 広栄町                   | こうえいちょう     | 年月日           | 未実施             |                                                      |      |
| 小仙波町一丁目 - 五丁目  | こせんばまち       | 年月日           | 未実施             |                                                      |      |
| 幸町                     | さいわいちょう     | 年月日           | 未実施             |                                                      |      |
| 三久保町                 | さんくぼちょう     | 年月日           | 未実施             |                                                      |      |
| 三光町                   | さんこうちょう     | 年月日           | 未実施             |                                                      |      |
| 志多町                   | したまち           | 年月日           | 未実施             |                                                      |      |
| 城下町                   | しろしたまち       | 年月日           | 未実施             |                                                      |      |
| 新富町一丁目・二丁目     | しんとみちょう     | 年月日           | 未実施             |                                                      |      |
| 神明町                   | しんめいちょう     | 年月日           | 未実施             |                                                      |      |
| 末広町一丁目 - 三丁目    | すえひろちょう     | 年月日           | 未実施             |                                                      |      |
| 菅原町                   | すがわらまち       | 年月日           | 未実施             |                                                      |      |
| 仙波町一丁目 - 四丁目    | せんばまち         | 年月日           | 未実施             |                                                      |      |
| 田町                     | たまち             | 年月日           | 未実施             |                                                      |      |
| 月吉町                   | つきよしまち       | 年月日           | 未実施             |                                                      |      |
| 通町                     | とおりまち         | 年月日           | 未実施             |                                                      |      |
| 問屋町                   | とんやまち         | 年月日           | 未実施             |                                                      |      |
| 仲町                     | なかちょう         | 年月日           | 未実施             |                                                      |      |
| 中原町一丁目・二丁目     | なかはらまち       | 年月日           | 未実施             |                                                      |      |
| 西小仙波町一丁目・二丁目 | にしこせんばまち   | 年月日           | 未実施             |                                                      |      |
| 野田町一丁目・二丁目     | のだまち           | 年月日           | 未実施             |                                                      |      |
| 東田町                   | ひがしたまち       | 年月日           | 未実施             |                                                      |      |
| 氷川町                   | ひかわちょう       | 年月日           | 未実施             |                                                      |      |
| 富士見町                 | ふじみちょう       | 年月日           | 未実施             |                                                      |      |
| 松江町一丁目・二丁目     | まつえちょう       | 年月日           | 未実施             |                                                      |      |
| 南通町                   | みなみとおりまち   | 年月日           | 未実施             |                                                      |      |
| 宮下町一丁目・二丁目     | みやしたまち       | 年月日           | 未実施             |                                                      |      |
| 宮元町                   | みやもとちょう     | 年月日           | 未実施             |                                                      |      |
| 元町一丁目・二丁目       | もとまち           | 年月日           | 未実施             |                                                      |      |
| 連雀町                   | れんじゃくちょう   | 年月日           | 未実施             |                                                      |      |
| 六軒町一丁目・二丁目     | ろっけんまち       | 年月日           | 未実施             |                                                      |      |
| 脇田町                   | わきたまち         | 年月日           | 未実施             |                                                      |      |
| 脇田新町                 | わきたしんまち     | 年月日           | 未実施             |                                                      |      |
| 脇田本町                 | わきたほんちょう   | 年月日           | 未実施             |                                                      |      |
| 今成一丁目 - 四丁目      | いまなり           | 年月日           | 未実施             |                                                      |      |
| 大字新宿                 | あらじゅく         | 年月日           | 未実施             |                                                      |      |
| 大字小ケ谷               | おがや             | 年月日           | 未実施             |                                                      |      |
| 大字大仙波               | おおせんば         | 年月日           | 未実施             |                                                      |      |
| 大字大仙波新田           | おおせんばしんでん | 年月日           | 未実施             |                                                      |      |
| 大字川越                 | かわごえ           | 年月日           | 未実施             |                                                      |      |
| 大字岸                   | きし               | 年月日           | 未実施             |                                                      |      |
| 大字小仙波               | こせんば           | 年月日           | 未実施             |                                                      |      |
| 大字小室                 | こむろ             | 年月日           | 未実施             |                                                      |      |
| 大字寺井                 | てらい             | 年月日           | 未実施             |                                                      |      |
| 大字東明寺               | とうみょうじ       | 年月日           | 未実施             |                                                      |      |
| 大字野田                 | のだ               | 年月日           | 未実施             |                                                      |      |
| 大字松郷                 | まつごう           | 年月日           | 未実施             |                                                      |      |
| 中台一丁目・二丁目       | なかだい           | 年月日           | 未実施             |                                                      |      |
| 大塚二丁目               | おおつか           | 年月日           | 未実施             |                                                      |      |

| 町名         | 町名の読み     | 町区域新設年月日 | 住居表示実施年月日 | 住居表示実施前の町名等（町名地番整理実施前の町名等） | 備考 |
| ------------ | -------------- | ---------------- | ------------------ | ---------------------------------------------------- | ---- |
| 大字石田本郷 | いしだほんごう | 1955年4月1日     | 未実施             |                                                      |      |
| 大字伊佐沼   | いさぬま       | 1955年4月1日     | 未実施             |                                                      |      |
| 大字鴨田     | かもだ         | 1955年4月1日     | 未実施             |                                                      |      |
| 大字上老袋   | かみおいぶくろ | 1955年4月1日     | 未実施             |                                                      |      |
| 大字北田島   | きたたじま     | 1955年4月1日     | 未実施             |                                                      |      |
| 大字鹿飼     | ししかい       | 1955年4月1日     | 未実施             |                                                      |      |
| 大字菅間     | すがま         | 1955年4月1日     | 未実施             |                                                      |      |
| 大字中老袋   | なかおいぶくろ | 1955年4月1日     | 未実施             |                                                      |      |
| 大字谷中     | やなか         | 1955年4月1日     | 未実施             |                                                      |      |
| 芳野台一丁目 | よしのだい     | 1979年2月20日    | 未実施             | （大字鹿飼、大字鴨田）                               |      |
| 芳野台二丁目 | よしのだい     | 1979年2月20日    | 未実施             | （大字鹿飼、大字菅間）                               |      |
| 芳野台三丁目 | よしのだい     | 年月日           | 未実施             | （）                                                 |      |

| 町名         | 町名の読み       | 町区域新設年月日 | 住居表示実施年月日 | 住居表示実施前の町名等（町名地番整理実施前の町名等） | 備考 |
| ------------ | ---------------- | ---------------- | ------------------ | ---------------------------------------------------- | ---- |
| 大字大中居   | おおなかい       | 1955年4月1日     | 未実施             |                                                      |      |
| 大字小中居   | こなかい         | 1955年4月1日     | 未実施             |                                                      |      |
| 大字下老袋   | しもおいぶくろ   | 1955年4月1日     | 未実施             |                                                      |      |
| 大字高島     | たかしま         | 1955年4月1日     | 未実施             |                                                      |      |
| 大字東本宿   | ひがしほんじゅく | 1955年4月1日     | 未実施             |                                                      |      |
| 大字古谷上   | ふるやかみ       | 1955年4月1日     | 未実施             |                                                      |      |
| 大字古谷本郷 | ふるやほんごう   | 1955年4月1日     | 未実施             |                                                      |      |
| 大字八ツ島   | やつしま         | 1955年4月1日     | 未実施             |                                                      |      |

| 町名       | 町名の読み     | 町区域新設年月日 | 住居表示実施年月日 | 住居表示実施前の町名等（町名地番整理実施前の町名等） | 備考 |
| ---------- | -------------- | ---------------- | ------------------ | ---------------------------------------------------- | ---- |
| 大字今泉   | いまいずみ     | 1955年4月1日     | 未実施             |                                                      |      |
| 大字牛子   | うしこ         | 1955年4月1日     | 未実施             |                                                      |      |
| 大字萱沼   | かいぬま       | 1967年11月1日    | 未実施             |                                                      |      |
| 大字木野目 | きのめ         | 1955年4月1日     | 未実施             |                                                      |      |
| 大字久下戸 | くげど         | 1955年4月1日     | 未実施             |                                                      |      |
| 大字渋井   | しぶい         | 1955年4月1日     | 未実施             |                                                      |      |
| 大字並木   | なみき         | 1955年4月1日     | 未実施             |                                                      |      |
| 大字古市場 | ふるいちば     | 1955年4月1日     | 未実施             |                                                      |      |
| 大字南田島 | みなみたじま   | 1955年4月1日     | 未実施             |                                                      |      |
| 並木新町   | なみきしんまち | 1975年5月17日    | 未実施             | （大字並木）                                         |      |
| 並木西町   | なみきにしまち | 1983年3月2日     | 未実施             |                                                      |      |
| 泉町       | いずみちょう   | 年月日           | 未実施             |                                                      |      |
| 藤木町     | ふじきちょう   | 2004年2月21日    | 未実施             |                                                      |      |

| 町名                  | 町名の読み     | 町区域新設年月日 | 住居表示実施年月日 | 住居表示実施前の町名等（町名地番整理実施前の町名等） | 備考 |
| --------------------- | -------------- | ---------------- | ------------------ | ---------------------------------------------------- | ---- |
| 大字扇河岸            | おうぎがし     | 年月日           | 未実施             |                                                      |      |
| 大字上新河岸          | かみしんがし   | 年月日           | 未実施             |                                                      |      |
| 大字下新河岸          | しもしんがし   | 年月日           | 未実施             |                                                      |      |
| 大字砂                | すな           | 年月日           | 未実施             |                                                      |      |
| 大字砂新田            | すなしんでん   | 年月日           | 未実施             |                                                      |      |
| 大字寺尾              | てらお         | 年月日           | 未実施             |                                                      |      |
| 大字藤間              | ふじま         | 年月日           | 未実施             |                                                      |      |
| 稲荷町                | いなりちょう   | 年月日           | 未実施             |                                                      |      |
| 熊野町                | くまのちょう   | 年月日           | 未実施             |                                                      |      |
| 清水町                | しみずちょう   | 年月日           | 未実施             |                                                      |      |
| 砂新田一丁目 - 六丁目 | すなしんでん   | 年月日           | 未実施             |                                                      |      |
| 諏訪町                | すわちょう     | 年月日           | 未実施             |                                                      |      |
| 藤原町                | ふじわらちょう | 年月日           | 未実施             |                                                      |      |
| 大字下松原            | しもまつばら   | 年月日           | 未実施             |                                                      |      |

| 町名                   | 町名の読み       | 町区域新設年月日 | 住居表示実施年月日 | 住居表示実施前の町名等（町名地番整理実施前の町名等） | 備考 |
| ---------------------- | ---------------- | ---------------- | ------------------ | ---------------------------------------------------- | ---- |
| むさし野               | むさしの         | 年月日           | 未実施             |                                                      |      |
| むさし野南             | むさしのみなみ   | 年月日           | 未実施             |                                                      |      |
| 大字今福               | いまふく         | 年月日           | 未実施             |                                                      |      |
| 大字上松原             | かみまつばら     | 年月日           | 未実施             |                                                      |      |
| 大字下松原             | しもまつばら     | 年月日           | 未実施             |                                                      |      |
| 大字下赤坂             | しもあかさか     | 年月日           | 未実施             |                                                      |      |
| 大字砂久保             | すなくぼ         | 年月日           | 未実施             |                                                      |      |
| 大字中福               | なかふく         | 年月日           | 未実施             |                                                      |      |
| 中福東                 | なかふくひがし   | 年月日           | 未実施             |                                                      |      |
| 中台一丁目 - 三丁目    | なかだい         | 年月日           | 未実施             |                                                      |      |
| 中台元町一丁目・二丁目 | なかだいもとまち | 年月日           | 未実施             |                                                      |      |
| 中台南一丁目 - 三丁目  | なかだいみなみ   | 年月日           | 未実施             |                                                      |      |
| 南大塚六丁目           | みなみおおつか   | 年月日           | 未実施             |                                                      |      |

| 町名           | 町名の読み         | 町区域新設年月日 | 住居表示実施年月日 | 住居表示実施前の町名等（町名地番整理実施前の町名等）           | 備考 |
| -------------- | ------------------ | ---------------- | ------------------ | -------------------------------------------------------------- | ---- |
| むさし野       | むさしの           | 2008年3月31日    | 未実施             | （大字新宿、大字今福、大字大仙波、大字大塚新田、大字南大塚）   |      |
| むさし野南     | むさしのみなみ     | 2012年3月5日     | 未実施             | （大字今福、大字南大塚、大字大塚新田）                         |      |
| 中台三丁目     | なかだい           | 2013年3月4日     | 未実施             |                                                                |      |
| 大字青柳       | あおやぎ           | 年月日           | 未実施             |                                                                |      |
| 大字池辺       | いけのべ           | 1955年4月1日     | 未実施             |                                                                |      |
| 大字大袋       | おおふくろ         | 1955年4月1日     | 未実施             |                                                                |      |
| 大字大袋新田   | おおふくろしんでん | 1955年4月1日     | 未実施             |                                                                |      |
| 大字大塚新田   | おおつかしんでん   | 1955年4月1日     | 未実施             |                                                                |      |
| 大字豊田本     | とよだほん         | 1955年4月1日     | 未実施             |                                                                |      |
| 大字豊田新田   | とよだしんでん     | 1955年4月1日     | 未実施             |                                                                |      |
| 大字藤倉       | ふじくら           | 1955年4月1日     | 未実施             |                                                                |      |
| 大字増形       | ますかた           | 1955年4月1日     | 未実施             |                                                                |      |
| 大字南大塚     | みなみおおつか     | 1955年4月1日     | 未実施             |                                                                |      |
| 大字山城       | やましろ           | 1955年4月1日     | 未実施             |                                                                |      |
| 大塚一丁目     | おおつか           | 2011年3月7日     | 未実施             | （大字大塚新田、大字豊田本、大字南大塚）                       |      |
| 大塚二丁目     | おおつか           | 2012年3月5日     | 未実施             | （大字大塚新田、大字南大塚、大字新宿、大字脇田）               |      |
| 寿町一丁目     | ことぶきちょう     | 1967年6月1日     | 未実施             |                                                                |      |
| 寿町二丁目     | ことぶきちょう     | 1967年6月1日     | 未実施             |                                                                |      |
| 南台一丁目     | みなみだい         | 1966年2月1日     | 未実施             |                                                                |      |
| 南台二丁目     | みなみだい         | 1966年2月1日     | 未実施             |                                                                |      |
| 南台三丁目     | みなみだい         | 1966年2月1日     | 未実施             |                                                                |      |
| 四都野台       | よつやだい         | 年月日           | 未実施             |                                                                |      |
| 日東町         | にっとうちょう     | 年月日           | 未実施             |                                                                |      |
| 豊田町一丁目   | とよだちょう       | 年月日           | 未実施             |                                                                |      |
| 豊田町二丁目   | とよだちょう       | 年月日           | 未実施             |                                                                |      |
| 豊田町三丁目   | とよだちょう       | 年月日           | 未実施             |                                                                |      |
| 南大塚一丁目   | みなみおおつか     | 2008年3月31日    | 未実施             | （大字大袋、大字大袋新田、大字豊田新田、大字豊田本、大字藤倉） |      |
| 南大塚二丁目   | みなみおおつか     | 2009年3月9日     | 未実施             | （大字南大塚、大字大塚新田、大字豊田本）                       |      |
| 南大塚三丁目   | みなみおおつか     | 2010年3月8日     | 未実施             | （大字南大塚、大字大塚新田、大字今福）                         |      |
| 大塚新町       | おおつかしんまち   | 2008年12月1日    | 未実施             | （大字大塚新田、大字南大塚）                                   |      |
| 南大塚四丁目   | みなみおおつか     | 2011年3月7日     | 未実施             | （大字南大塚）                                                 |      |
| 南大塚五丁目   | みなみおおつか     | 2011年3月7日     | 未実施             | （大字南大塚、大字大塚新田、大字今福）                         |      |
| 南大塚六丁目   | みなみおおつか     | 2012年3月5日     | 未実施             | （大字南大塚、大字今福、大字大塚新田）                         |      |
| かし野台一丁目 | かしのだい         | 2010年3月8日     | 未実施             | （大字大袋新田、大字藤倉、大字大袋）                           |      |
| かし野台二丁目 | かしのだい         | 2010年3月8日     | 未実施             | （大字大袋新田、大字藤倉）                                     |      |
| 藤倉一丁目     | ふじくら           | 2016年3月7日     | 未実施             | （大字藤倉、大字大袋新田、大字大袋、大字山城、大字増形）       |      |
| 藤倉二丁目     | ふじくら           | 2016年3月7日     | 未実施             | （大字藤倉、大字大袋新田、大字山城、大字増形）                 |      |
| 豊田本一丁目   | とよだほん         | 2017年3月6日     | 未実施             | （大字豊田本、大字小室、大字野田）                             |      |
| 豊田本二丁目   | とよだほん         | 2017年3月6日     | 未実施             | （大字豊田本、大字小室）                                       |      |

| 町名           | 町名の読み     | 町区域新設年月日 | 住居表示実施年月日 | 住居表示実施前の町名等（町名地番整理実施前の町名等） | 備考                                 |
| -------------- | -------------- | ---------------- | ------------------ | ---------------------------------------------------- | ------------------------------------ |
| 大字安比奈新田 | あいなしんでん | 1955年4月1日     | 未実施             |                                                      |                                      |
| 大字笠幡       | かさはた       | 1955年4月1日     | 未実施             |                                                      |                                      |
| 大字的場※      | まとば         | 1955年4月1日     | 未実施             |                                                      | 霞ヶ関北地区に区分される区域を除く。 |
| 的場一丁目     | まとば         | 1977年2月13日    | 未実施             |                                                      |                                      |
| 的場二丁目     | まとば         | 1977年2月13日    | 未実施             |                                                      |                                      |
| かすみ野一丁目 | かすみの       | 2004年1月26日    | 未実施             |                                                      |                                      |
| かすみ野二丁目 | かすみの       | 2004年1月26日    | 未実施             |                                                      |                                      |
| かすみ野三丁目 | かすみの       | 2004年1月26日    | 未実施             |                                                      |                                      |

| 町名                    | 町名の読み       | 町区域新設年月日 | 住居表示実施年月日 | 住居表示実施前の町名等（町名地番整理実施前の町名等） | 備考 |
| ----------------------- | ---------------- | ---------------- | ------------------ | ---------------------------------------------------- | ---- |
| かわつる三芳野          | かわつるみよしの | 年月日           | 未実施             |                                                      |      |
| 川鶴一丁目 - 三丁目     | かわつる         | 年月日           | 未実施             |                                                      |      |
| 吉田新町一丁目 - 三丁目 | よしだしんまち   | 年月日           | 未実施             |                                                      |      |

| 町名           | 町名の読み         | 町区域新設年月日 | 住居表示実施年月日 | 住居表示実施前の町名等（町名地番整理実施前の町名等） | 備考 |
| -------------- | ------------------ | ---------------- | ------------------ | ---------------------------------------------------- | ---- |
| 大字的場※      | まとば             | 1955年4月1日     | 未実施             |                                                      |      |
| 霞ケ関北一丁目 | かすみがせききた   | 1972年10月1日    | 未実施             |                                                      |      |
| 霞ケ関北二丁目 | かすみがせききた   | 1972年10月1日    | 未実施             |                                                      |      |
| 霞ケ関北三丁目 | かすみがせききた   | 1972年10月1日    | 未実施             |                                                      |      |
| 霞ケ関北四丁目 | かすみがせききた   | 1972年10月1日    | 未実施             |                                                      |      |
| 霞ケ関北五丁目 | かすみがせききた   | 1972年10月1日    | 未実施             |                                                      |      |
| 霞ケ関北六丁目 | かすみがせききた   | 1972年10月1日    | 未実施             |                                                      |      |
| 的場新町       | まとばしんまち     | 1977年4月1日     | 未実施             | （大字鯨井）                                         |      |
| 的場北一丁目   | まとばきた         | 1980年4月1日     | 未実施             |                                                      |      |
| 的場北二丁目   | まとばきた         | 1980年4月1日     | 未実施             |                                                      |      |
| 霞ケ関東一丁目 | かすみがせきひがし | 1980年4月1日     | 未実施             |                                                      |      |
| 霞ケ関東二丁目 | かすみがせきひがし | 1980年4月1日     | 未実施             |                                                      |      |
| 霞ケ関東三丁目 | かすみがせきひがし | 1980年4月1日     | 未実施             |                                                      |      |
| 霞ケ関東四丁目 | かすみがせきひがし | 1980年4月1日     | 未実施             |                                                      |      |
| 霞ケ関東五丁目 | かすみがせきひがし | 1980年4月1日     | 未実施             |                                                      |      |
| 伊勢原町一丁目 | いせはらちょう     | 年月日           | 未実施             |                                                      |      |
| 伊勢原町二丁目 | いせはらちょう     | 年月日           | 未実施             |                                                      |      |
| 伊勢原町三丁目 | いせはらちょう     | 年月日           | 未実施             |                                                      |      |
| 伊勢原町四丁目 | いせはらちょう     | 年月日           | 未実施             |                                                      |      |
| 伊勢原町五丁目 | いせはらちょう     | 年月日           | 未実施             |                                                      |      |

| 町名         | 町名の読み       | 町区域新設年月日 | 住居表示実施年月日 | 住居表示実施前の町名等（町名地番整理実施前の町名等） | 備考                                   |
| ------------ | ---------------- | ---------------- | ------------------ | ---------------------------------------------------- | -------------------------------------- |
| 大字的場※    | まとば           | 1955年4月1日     | 未実施             |                                                      | 東武鉄道東上線の北側の区域に限る。     |
| 大字天沼新田 | あまぬましんでん | 1955年4月1日     | 未実施             |                                                      |                                        |
| 大字上戸     | うわど           | 1955年4月1日     | 未実施             |                                                      |                                        |
| 大字鯨井     | くじらい         | 1955年4月1日     | 未実施             |                                                      |                                        |
| 大字鯨井新田 | くじらいしんでん | 年月日           | 未実施             |                                                      |                                        |
| 大字小堤     | こづつみ         | 1955年4月1日     | 未実施             |                                                      |                                        |
| 大字栄       | さかえ           | 年月日           | 未実施             |                                                      |                                        |
| 大字下広谷   | しもひろや       | 1955年4月1日     | 未実施             |                                                      |                                        |
| 大字下小坂   | しもおさか       | 1955年4月1日     | 未実施             |                                                      |                                        |
| 大字竹野     | たけの           | 1955年4月1日     | 未実施             |                                                      |                                        |
| 大字富士見   | ふじみ           | 年月日           | 未実施             |                                                      |                                        |
| 大字平塚     | ひらつか         | 1955年4月1日     | 未実施             |                                                      |                                        |
| 大字平塚新田 | ひらつかしんでん | 1955年4月1日     | 未実施             |                                                      |                                        |
| 大字吉田※    | よしだ           | 1955年4月1日     | 未実施             |                                                      | 霞ケ関北市民センターの所管区域を除く。 |
| 上戸新町     | うわどしんまち   | 1980年9月1日     | 未実施             | （大字的場、大字上戸）                               |                                        |
| 広谷新町     | ひろやしんまち   | 2004年1月26日    | 未実施             | （大字下広谷、大字五味ケ谷）                         |                                        |

| 町名       | 町名の読み   | 町区域新設年月日 | 住居表示実施年月日 | 住居表示実施前の町名等（町名地番整理実施前の町名等） | 備考 |
| ---------- | ------------ | ---------------- | ------------------ | ---------------------------------------------------- | ---- |
| 大字石田   | いしだ       | 1955年4月1日     | 未実施             |                                                      |      |
| 大字上寺山 | かみてらやま | 1955年4月1日     | 未実施             |                                                      |      |
| 大字寺山   | てらやま     | 1955年4月1日     | 未実施             |                                                      |      |
| 大字福田   | ふくだ       | 1955年4月1日     | 未実施             |                                                      |      |
| 大字府川   | ふかわ       | 1955年4月1日     | 未実施             |                                                      |      |
| 大字山田   | やまだ       | 1955年4月1日     | 未実施             |                                                      |      |

## 地名の変遷

### 川越城下の旧町名
旧藩時代の川越城下には、多くの町名が存在した。うち、下記の「十ヶ町四門前」と呼ばれる町々は、寛永年間、藩主松平信綱による城下整備によって定められたといわれる。
- 上五ヶ町：本町、高沢町、喜多町、江戸町、南町
- 下五ヶ町：多賀町、鍛冶町、志義町、上松江町、志多町
- 四門前：養寿院門前、行伝寺門前、妙養寺門前、蓮馨寺門前

城下および周辺には他にも以下のような町名が存在した。城下町の発展にともない、隣接する郷村の地域も町地化し、「郷分町」と称されるようになった。
清水町、竪久保町、北久保町、南久保町、坂下町、坂上町、通町、一番町、二番町、三番町、相生町（もと行養町）、鷹部屋町、新田町、西町、黒門町、橘町、中原町、瀬尾町、大工町、宮下町、宮元町、神明町、石原町、連雀町、松江町、久保町、六軒町、猪鼻町、脇田町、堺町
これらの町名は、1889年（明治22年）の町村制施行により入間郡川越町が成立してからは、同町の大字川越、大字松郷、大字脇田などの字名となった。
川越市では、日本の他地域に先駆けて、1961年（昭和36年）から町名地番整理事業が開始された。これは、川越の中心市街地においては、字の境界や地番が複雑であったため、それをわかりやすくするのが目的であった。「住居表示に関する法律」が施行されたのは1962年であるが、川越市の町名地番整理事業はその前年から開始されたもので、モデルケースとして実施されたものである。新町名には、旧町名を引き継いだものもあるが、幸町、末広町のように新規に佳名を付したものもある。

### 川越市の成立と町村合併
1871年（明治4年）の廃藩置県後、当地の所属は川越県、入間県、熊谷県と変わり、1876年（明治9年）に埼玉県となった。1889年（明治22年）の町村制施行時、川越町（旧川越城下）、松郷、東明寺村、小久保村、脇田村、寺井村、小仙波村、および野田村の一部が合併して新しい入間郡川越町となった。川越町は、1922年（大正11年）、仙波村を編入し、市制を施行した。
川越市は1939年（昭和14年）に入間郡田面沢村（たのもざわむら）を編入。1955年（昭和30年）には入間郡芳野村、古谷村、山田村、南古谷村、高階村、福原村、大東村、霞ヶ関村、名細村（なぐわしむら）の9村を編入し、ほぼ現在の規模になった。

### 大字の成立
市制施行時の川越市には、旧町村の大字を引き継ぐ11の大字（下記）があった。
- 旧川越町：川越、松郷、東明寺、小久保、脇田、寺井、小仙波
- 旧仙波村：大仙波、大仙波新田、岸、新宿（あらじゅく）

川越市に合併した田面沢村以下10村の大字は以下のとおりである。これら72大字は川越市の大字として引き継がれ、大字の数は計83となった。
- 旧田面沢村：小室、今成、小ケ谷（おがや）、野田新田、野田
- 旧芳野村：谷中、北田島、鴨田、石田本郷、菅間、伊佐沼、鹿飼（ししかい）、中老袋、上老袋
- 旧古谷村：古谷上、古谷本郷、小中居、大中居、高島、八ツ島、下老袋、東本宿
- 旧山田村：山田、寺山、福田、府川、石田、上寺山
- 旧南古谷村：南田島、久下戸、並木、今泉、牛子、古市場、木野目、渋井
- 旧高階村：砂新田、砂、扇河岸、上新河岸、下新河岸、寺尾、藤間
- 旧福原村：今福、中福、砂久保、上松原、下松原、下赤坂
- 旧大東村：豊田本、豊田新田、大塚新田、南大塚、池辺（いけのべ）（以上、旧大田村）、山城、大袋（おおふくろ）、大袋新田、藤倉、増形（以上、旧日東村）
- 旧霞ヶ関村：安比奈新田、的場、笠幡
- 旧名細村：鯨井、上戸（うわど）、小堤、下小坂（しもおさか）、平塚、平塚新田、吉田、天沼新田、下広谷、竹野

以上の83大字はおおむね明治以前の旧村の名称を引き継ぐものだが、若干例外もある。また、川越市への合併以前に消滅した旧村、大字などもある。これらについて以下に略説する。
明治以降の合併・編入
- 寺井宿、寺井松郷、寺井伊佐沼村：1873年（明治6年）に合併して寺井村となる。後の川越町大字寺井。
- 杉下村：1874年（明治7年）、松郷に編入。後の川越町松郷のうち。
- 高畠村：1885年（明治18年）、府川村に編入。後の山田村府川のうち。
- 川口村：1886年（明治19年）、比企郡鹿飼村に編入。後の芳野村鹿飼のうち。
- 野田村：1889年に一部が当時の川越町へ、残余が田面沢村へ編入された。前者は大字川越のうちとなり、後者は田面沢村大字野田（現・川越市大字野田）となっている。

大字の合併・新設
- 山田村には、1889年の町村制施行時には10の大字があったが、1907年（明治40年）、大字志垂・網代・宿粒（しゅくりゅう）・向小久保を合併して大字山田、大字中寺山と下寺山を合併して大字寺山を設置している。

大字の新設
- 名細村大字竹野は、勝呂村（現・坂戸市）戸宮の一部、鶴ヶ島村（現・鶴ヶ島市）大塚野新田・五味ヶ谷の各一部が1951年（昭和26年）名細村に編入された際に成立した。

昭和期の合併
- 芳野村と古谷村には、旧比企郡植木村の区域が含まれている。植木村は1896年（明治29年）、入間郡へ移行。1938年（昭和13年）に芳野村・古谷村に分割編入されて廃止された。植木村に5つあった大字のうち鹿飼、中老袋、上老袋は芳野村へ、下老袋、東本宿は古谷村の大字となった。
- 大東村は1943年（昭和18年）に大田村と日東村が合併して成立したもので、村名は旧2村の1字ずつを取ったものである。

郡区域の変更
- 霞ヶ関村と名細村は、もと高麗郡に属していたが、1896年（明治29年）高麗郡の廃止にともない、入間郡に移行した[2]。

### 新町名
川越市では、1961年以降、町名地番整理が継続して実施されている。
新町名を成立年ごとに列挙すると以下のとおりである。
- 1961年：郭町一丁目・二丁目、大手町、仲町、幸町、末広町一丁目 - 三丁目、元町一丁目・二丁目、喜多町、志多町、宮下町一丁目・二丁目、松江町二丁目
- 1962年：松江町一丁目、連雀町、通町、新富町一丁目・二丁目、中原町一丁目・二丁目、六軒町一丁目・二丁目、三光町、田町、月吉町、三久保町、久保町、小仙波町一丁目 - 五丁目、西小仙波町一丁目・二丁目、仙波町一丁目 - 四丁目、南通町、菅原町、脇田町、富士見町
- 1963年：宮元町、神明町、石原町（いしわらまち）一丁目・二丁目
- 1964年：岸町一丁目 - 三丁目、新宿町（あらじゅくまち）一丁目 - 六丁目
- 1965年：脇田本町、旭町一丁目 - 三丁目、東田町、脇田新町、広栄町、野田町一丁目・二丁目、上野田町
- 1966年：御成町、氷川町、南台一丁目 - 三丁目
- 1967年：稲荷町、熊野町、清水町、諏訪町、寿町一丁目・二丁目
- 1971年：藤原町
- 1972年：霞ケ関北一丁目 - 六丁目
- 1975年：並木新町
- 1976年：砂新田一丁目 - 四丁目
- 1977年：的場一丁目・二丁目、的場新町
- 1978年：問屋町
- 1979年：芳野台一丁目・二丁目
- 1980年：上戸新町、霞ケ関東一丁目 - 五丁目、的場北一丁目・二丁目
- 1983年：並木西町
- 1986年：川鶴一丁目 - 三丁目、かわつる三芳野、吉田新町
- 1992年：伊勢原町一丁目 - 五丁目
- 1994年：四都野台（よつやだい）、泉町
- 1995年：城下町（しろしたまち）
- 1998年：日東町
- 2002年：豊田町一丁目 - 三丁目、今成一丁目 - 四丁目
- 2004年：広谷新町、かすみ野一丁目 - 三丁目、藤木町
- 2006年：砂新田五丁目・六丁目
- 2008年：中福東、南大塚一丁目、むさし野、大塚新町
- 2009年：南大塚二丁目
- 2010年：南大塚三丁目、かし野台一丁目・二丁目
- 2011年：南大塚四丁目・五丁目、大塚一丁目
- 2012年：南大塚六丁目、大塚二丁目、むさし野南
- 2015年：中台南一丁目 - 三丁目

### 廃止された大字
- 小久保：1963年廃止
- 脇田：1965年廃止
- 野田新田：廃止時期未詳
- 柏原：1970年、狭山市大字柏原の一部を編入して成立。2004年、かすみ野一丁目 - 三丁目の一部となり廃止。
- 五味ヶ谷：1971年、鶴ヶ島町（現鶴ヶ島市）大字五味ヶ谷の一部を編入して成立。2004年、広谷新町の一部となり廃止。
- 今成：2002年、今成一丁目 - 四丁目の成立により、大字としては廃止。

### 新設された大字
- 萱沼（かいぬま）：1967年成立
- 鯨井新田：1953年成立
- 青柳：1965年、狭山市大字青柳の一部を編入して成立。
- 栄：1970年、坂戸町（現坂戸市）大字栄の一部を編入して成立。
- 富士見：1970年、鶴ヶ島町（現鶴ヶ島市）大字富士見の一部を編入して成立。

## 旧町名
川越市にはかつては城下町の名残を残す多数の町名が存在していたが、地番が複雑を極めていたため早急な整理が望まれたことや、自治省によって東京都荒川区、岩手県釜石市とともに町名地番整理事業の実験都市に指定されたことも相まって、住居表示に関する法律が施行される前に、全国に先駆けて1961年（昭和36年）度より町名地番整理が実施された。
当市を含む各地で住民の激しい反対運動が展開され、町名整理を断念した自治体もあったが、市は4年間をかけて順次町名地番整理を行い、伝統ある町名の多くが消滅した。こうした町名変更は自治省も「行き過ぎ」として問題だったことを認め、石川県金沢市や長崎県長崎市、福島県会津若松市など伝統ある各地で「町名は文化遺産である」という旧町名復活運動が盛んになり、由緒ある地名に戻されている。当市は未だである。
下記に挙げるおもな旧町名の中には現存のもの、また1961年（昭和36年）度以前に整理されて消滅したものも含む。
上五ヶ町
- 本町（→元町）
- 高沢町（→元町）
- 江戸町（→大手町）
- 南町（→幸町）
- 北町（喜多町として現存）

下五ヶ町
- 鍛冶町（→幸町）
- 多賀町（→幸町）
- 志義町（→仲町）
- 志多町（現存）
- 上・下松江町（松江町として現存）

その他
- 宮元町
- 倉町
- 郭町
- 宮下町
- 同心町
- 清水町

- 北久保町（→三久保町）
- 南久保町（→三久保町）
- 堅久保町（→三久保町）
- 猪鼻町
- 鉄砲町
- 境町（堺町・餌差町）

- 立門町
- 六軒町
- 黒門町
- 横新田町
- 新田町
- 菅原町

- 仙波町
- 小仙波町
- 一番町
- 二番町
- 三番町
- 西町

- 岸町（喜志町）
- 神明町
- 坂上町
- 坂下町
- 石原町
- 袋町

- 相生町（←行養町）
- 鷹部屋町
- 橘町
- 瀬尾町
- 鉦打町
- 中原町

- 六反町
- 五反町
- 大工町
- 代官町
- 杉下町
- 厩下町

- 野田町
- 新宿町
- 通町
- 連雀町
- 脇田町
- 今成町

- 小ヶ谷町
- 月吉町
- 小室町
- 門前町

旧松郷、脇田村内の旧町名に関してはそれぞれの項を参照のこと。